# Джон Гаркс
Джон Гаркс (англ. John Harkes, нар. 8 березня 1967, Нью-Джерсі) — американський футболіст, що грав на позиції півзахисника. По завершенні ігрової кар'єри — тренер. З 2018 року очолює тренерський штаб команди «Грінвіл Тріумф».
Виступав, зокрема, за клуб «Шеффілд Венсдей», а також національну збірну США.
Володар Кубка англійської ліги. У складі збірної — фіналіст Золотого кубка КОНКАКАФ.

## Клубна кар'єра
Народився 8 березня 1967 року в місті Нью-Джерсі. Вихованець футбольної школи клубу University of Virginia.
У дорослому футболі дебютував 1989 року виступами за команду «Олбані Кепітелс», у якій провів один сезон.
Своєю грою за цю команду привернув увагу представників тренерського штабу клубу «Шеффілд Венсдей», до складу якого приєднався 1990 року. Відіграв за команду з Шеффілда наступні три сезони своєї ігрової кар'єри. Більшість часу, проведеного у складі «Шеффілд Венсдей», був основним гравцем команди. За цей час виборов титул володаря Кубка англійської ліги.
Згодом з 1994 по 2001 рік грав у складі команд «Дербі Каунті», «Вест Гем Юнайтед», «Ді Сі Юнайтед», «Ноттінгем Форест» та «Нью-Інгленд Революшн».
Завершив ігрову кар'єру у команді «Коламбус Крю», за яку виступав протягом 2001—2002 років.

## Виступи за збірну
У 1987 році дебютував в офіційних матчах у складі національної збірної США.
У складі збірної був учасником  футбольного турніру на Олімпійських іграх 1988 року у Сеулі, чемпіонату світу 1990 року в Італії, розіграшу Золотого кубка КОНКАКАФ 1991 року у США, здобувши того року титул континентального чемпіона, розіграшу Кубка конфедерацій 1992 року у Саудівській Аравії, на якому команда здобула бронзові нагороди, розіграшу Золотого кубка КОНКАКАФ 1993 року у США та Мексиці, де разом з командою здобув «срібло», чемпіонату світу 1994 року у США, розіграшу Золотого кубка КОНКАКАФ 1996 року у США, на якому команда здобула бронзові нагороди, розіграшу Золотого кубка КОНКАКАФ 1998 року у США, де разом з командою здобув «срібло», розіграшу Кубка конфедерацій 1999 року у Мексиці, на якому команда здобула бронзові нагороди.
Загалом протягом кар'єри в національній команді, яка тривала 14 років, провів у її формі 90 матчів, забивши 6 голів.

## Кар'єра тренера
Розпочав тренерську кар'єру, повернувшись до футболу після невеликої перерви, 2006 року, увійшовши до тренерського штабу клубу «Нью-Йорк Ред Буллз», де пропрацював з 2006 по 2007 рік.
Протягом тренерської кар'єри також очолював команди «Цинциннаті» та «Грінвіл Тріумф».
З 2018 року очолює тренерський штаб команди «Грінвіл Тріумф».

## Титули і досягнення
- Володар Кубка англійської ліги (1):

«Шеффілд Венсдей»: 1990-1991
- Срібний призер Золотого кубка КОНКАКАФ: 1993, 1998
- Бронзовий призер Золотого кубка КОНКАКАФ: 1996